# Мелісса Ферлаак
Мелісса Ферлаак (нар. 26 квітня 1979) — американська співачка-сопрано з Міннесоти, США. Найвідоміша своєю участю у симфо-метал гуртах Aesma Daeva, Visions of Atlantis і Echoterra.

## Молодість
Народилася у Коттедж-Грув, Міннесота. Мелісса здобула ступінь магістра у Консерваторії Нової Англії у Бостоні за вокальне виконання і ступінь бакалавра від Університету Вісконсін-Рівер Фоллс у музиці з акцентом на класичній і оперній техніці.

## Музична кар'єра
Мелісса Ферлаак почала свою музичну кар'єру, коли приєдналася до американського симфо-метал гурту Aesma Daeva у 2001 році. Вони виступали на концертах у Мексиці, США і Канаді. З Aesma Daeva вони записали три альбоми — The Eros of Frigid Beauty, The New Athens Ethos і Ex Libris. 11 жовтня 2005, гурт оголосив, що співачка Меліса Ферлаак залишає їх, для того, щоб приєднатися до австрійського гурту Visions of Atlantis, її фінальне шоу з Aesma Daeva було в грудні 2005 року у клубі Star Central в Міннесоті. Концерт зняли на DVD, він мав назву «Last Rites» («останній обряд»), і вийшов у березні 2007 року.
На початку 2006 року, Visions of Arlantis зробили короткий тур за участю Мелісси. Вони записали свій 3-й новий альбом «Trinity», випущений 25 травня 2007, і почали тур по Європі, Китаю та США. 28 листопада 2007, на офіційному сайті VoA було розміщено повідомлення, в якому йшлося про те, що Мелісса Ферлаак розлучається з гуртом, посилаючись на особисті причини.
Наприкінці 2009 року вона приєдналася до метал-гурту Echoterra, після того, як їх попередній вокаліст Суві Віртанен покинув гурт. З Меліссою Echoterra записали свій новий EP «In Your Eyes», який вийшов у 19 січня 2009 року, і після цього вони почали регулярно виступати на концертах. 2011 року гурт повернувся в студію і почав записувати новий альбом «Land of The Midnight Sun», який вийшов 17 жовтня 2011 на Blinding Force Recordings. 13 березня 2012 Мелісса залишила Echoterra через творчі та особисті розбіжності.
У 2012 році Мелісса разом з Віллом Maravelas (We Are Legion), Aaron Lanik (We Are Legion), і Крісом Куінн (Aesma Daeva) створили новий гурт під назвою Plague of Stars. Квартет випустив дві пісні в жовтні 2012 року як тізер до їх альбому, що вийшов у червні 2013 року.
У березні 2013 року Мелісса почав писати музику разом з VoA VoXyD з Ad Inferna. Потім вони створили новий проєкт «MY Eternel», випускаючи пісні на своїй сторінці у Facebook.
У квітні 2014 року вийшов перший альбом проєкту Stardust Reverie (Грем Бонні, Зак Стівенс і Лінн Мередіт «Ancient Rites of the Moon», у якому на трьох піснях співає Мелісса як запрошена вокалістка.
Окрім співу, Мелісса нині[коли?] дає уроки вокалу і працює у Hennepin Theatre Trust.

## Дискографія

### Aesma Daeva
- The Eros of Frigid Beauty (2002)
- The New Athens Ethos (2003)

### Visions of Atlantis
- Trinity (2007)

### Adyta
- Rose of Melancholy (2009)
- Katarsis (2011)

### Echoterra
- In Your Eyes (EP) (2010)
- Land of the Midnight Sun (2011)

### Stardust Reverie
- Ancient Rites of the Moon (2014)